# Pilgerväter

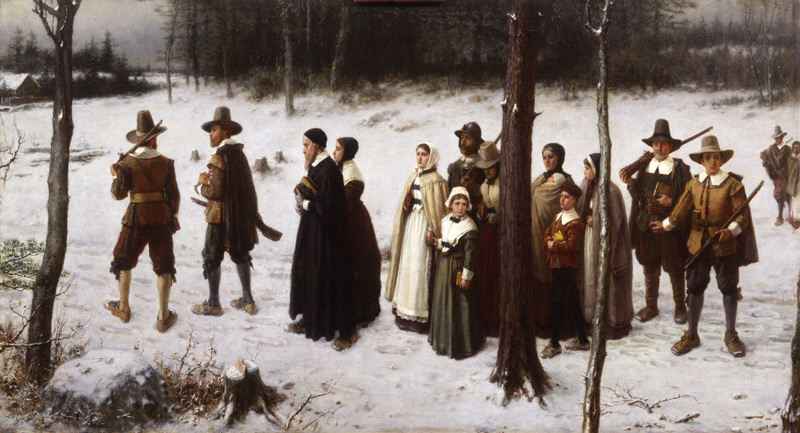
Pilger auf dem Weg zur Kirche von George Henry Boughton (1867)

Als Pilgerväter (englisch Pilgrim Fathers oder Pilgrims) werden die ersten englischen Siedler in Neuengland bezeichnet, die die Plymouth Colony im heutigen Massachusetts gründeten.
Der Name „Pilgerväter“ kam aber erst Mitte des 19. Jahrhunderts auf, und er wurde William Bradfords Buch History of Plimoth Plantation entnommen. Er schrieb um 1650, sie wüssten, dass sie Pilgerväter seien (englisch: „They knew they were pilgrims“). Dagegen nannten sich die Einwanderer selbst nach dem Sprachgebrauch des Apostels Paulus Heilige (englisch: saints).
Obwohl die Pilgerväter keineswegs die ersten englischen Siedler auf dem späteren Staatsgebiet der Vereinigten Staaten waren – so war in Virginia bereits 1607 die Jamestown Colony entstanden –, spielen sie als Pioniere in der amerikanischen kollektiven Erinnerungskultur und in der Folklore, etwa im Hinblick auf das Thanksgiving-Fest, eine herausragende Rolle.
Die Pilgerväter waren Calvinisten und sogenannte Separatisten, die der radikalen Strömung im englischen Puritanismus angehörten. Sie sagten sich vollständig von der Church of England los und forderten eine absolute Gemeindeautonomie ein. Das heißt, sie glaubten, dass jede Kirchengemeinde direkt Gott respektive Christus unterstellt sei und nicht einem übergeordneten Bischof oder gar dem Papst. Somit war der wichtigste Punkt der kongregationalistischen Kirchenordnung bestimmt. Obwohl sie aus den Puritanern hervorgegangen waren, lehnten sie deren presbyterianische Kirchenverfassung ab. Denn das Bischofsamt war für die Pilgerväter eine „Erfindung Satans“, das Kreuzzeichen ruchlos und Weihnachten ein heidnischer Aberglaube, da all dies ihrer Ansicht nach nicht in der Bibel bezeugt sei.

## Vorgeschichte

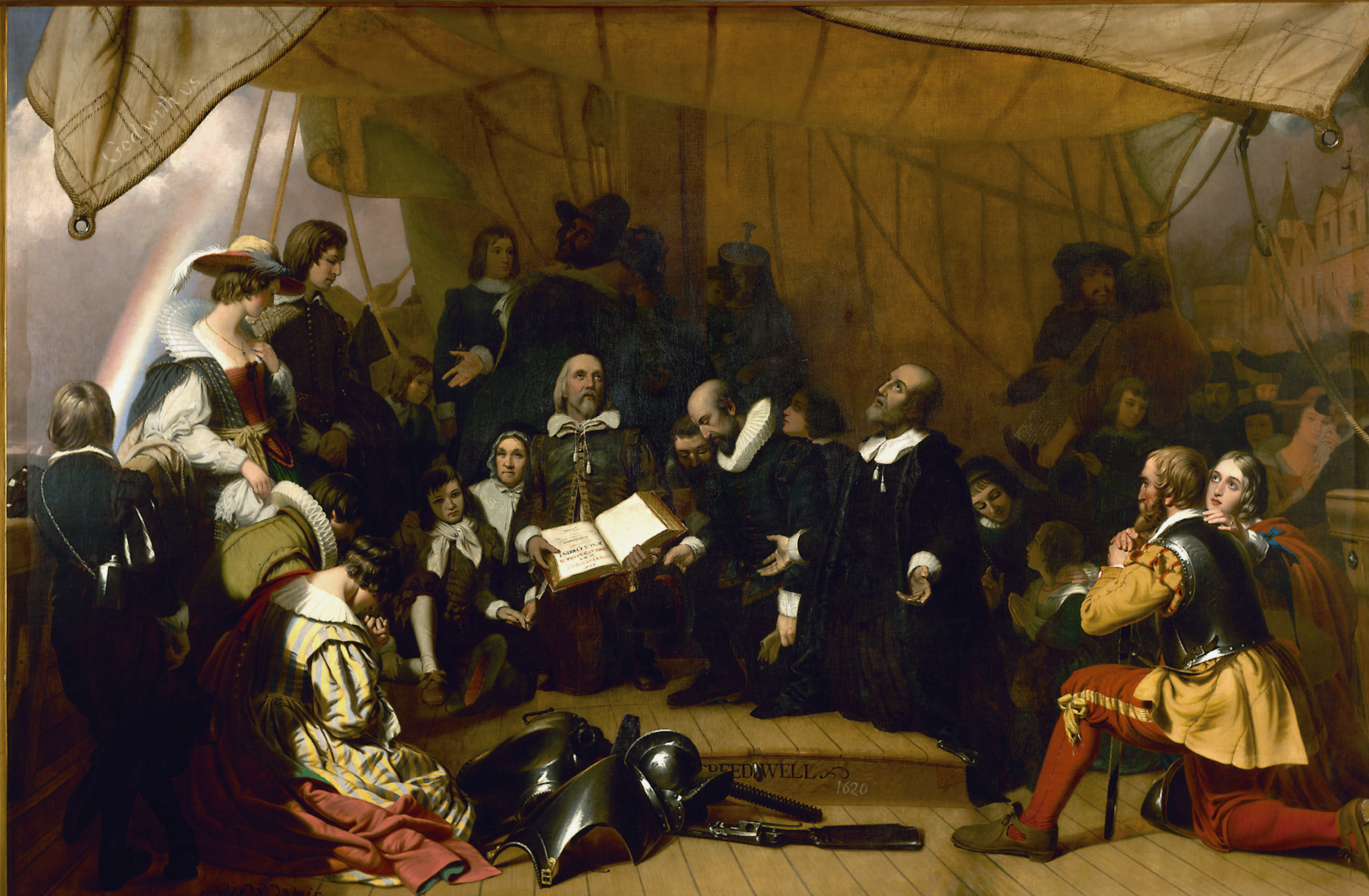
Die Pilgerväter kurz vor der Abreise nach Amerika (Robert W. Weir, 1844)

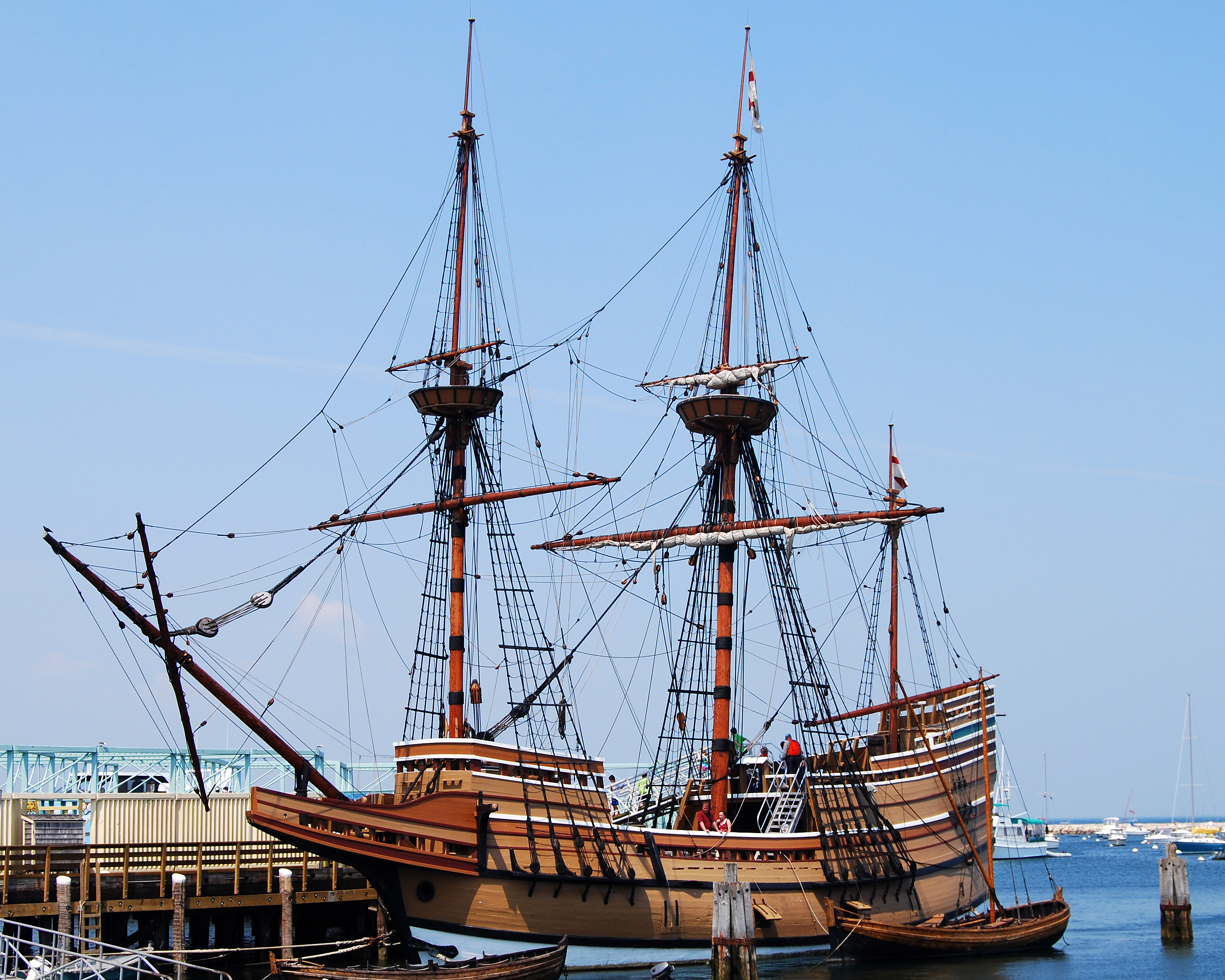
Nachbildung der Mayflower

Die Mitglieder der Gruppe hatten sich von der englischen Staatskirche (Church of England) getrennt, weil sie der Meinung waren, dass die Kirche die mit der englischen Reformation begonnenen Aufgaben nicht vollendet hatte. Etwa hundert Mitglieder dieser Gruppe verließen unter Führung der Pastoren Richard Clyfton († 1616) und John Robinson sowie des Kirchenältesten William Brewster (1566–1644) ihre Heimat bei Scrooby in Nottinghamshire und wanderten 1608 nach Amsterdam aus, um der Verfolgung durch die anglikanische Kirche zu entgehen. Von Amsterdam zogen sie ein Jahr später in die Nähe von Leiden weiter, wo sie zwölf Jahre blieben. Da sie als Ausländer nur schlecht bezahlte Arbeiten verrichten durften und wegen des Einflusses, dem sie in den Niederlanden ausgesetzt waren, kamen viele von ihnen 1617 zu der Überzeugung, dass es für sie das Beste sei, in die Neue Welt überzusiedeln.
Außerdem hatten sie Bedenken gegen die in jener Zeit in den Niederlanden herrschende Moral, insbesondere dass ihre Kinder dort aufwachsen müssten. Zudem verfassten einige Mitglieder der Gruppe, wie zum Beispiel William Brewster, Schriften und schickten sie nach England. Diese wurden von der englischen Regierung als umstürzlerisch angesehen. Die Engländer übten diplomatischen Druck auf die Niederländer aus, um dies zu unterbinden, sodass die niederländische Regierung begann diesem Ansinnen nachzukommen. Brewster und die anderen Autoren entgingen nur knapp der Verhaftung.
Etwas weniger als die Hälfte der englischen Exilanten in den Niederlanden entschloss sich 1620, an Bord der Speedwell nach Southampton zu segeln. Dort taten sie sich mit einer größeren Gruppe separatistischer Kongregationalisten an Bord der Mayflower zusammen. Nach einem Zwischenstopp im südenglischen Plymouth stachen sie, versehen mit einem Landpatent der Londoner Virginia Company, am 6. September 1620 mit 102 Passagieren an Bord in See. Ihr Ziel war Nord-Virginia in der Nähe des Hudson River. An Bord der Mayflower war auch eine kleinere Gruppe von Nichtseparatisten, zumeist Anglikaner, die die Kongregationalisten „Fremde“ (englisch: strangers) nannten.

## Ankunft in Amerika
Durch starke Herbststürme im Nordatlantik vom Kurs abgekommen, erreichte die Mayflower nach einer zwei Monate und sechs Tage dauernden Seereise bei Cape Cod die amerikanische Küste. Im November 1620 ging man in der Nähe des heutigen Provincetown vor Anker. Nachdem sie erkannt hatten, dass sie zum Erreichen ihres ursprünglichen Ziels eine weitere lange Seereise unternehmen müssten, entschlossen sich die Kolonisten, ihren ursprünglichen Plan zu ändern und an dem Ort, an dem sie nun waren, eine Niederlassung zu gründen. Da das Landpatent für Virginia ausgestellt war und deshalb die künftigen Siedler nicht das Recht hatten, dieses Gebiet in Neuengland zu kolonisieren, befürchteten mehrere „Fremde“, sie würden in der Kolonie nicht fair behandelt werden. Deshalb verfassten die 41 Separatisten eine eigene Satzung, die als Mayflower-Vertrag bekannt wurde. Darin legten sie unter anderem fest, dass sie eine sich selbst regierende Gemeinschaft (englisch: self-rule, self-government) bilden wollten und dass alle Einwohner denselben „gerechten Gesetzen“ unterstehen sollten (just and equal laws). Sie waren überzeugt, dass diese Regierungsform dem Willen Gottes entspreche.

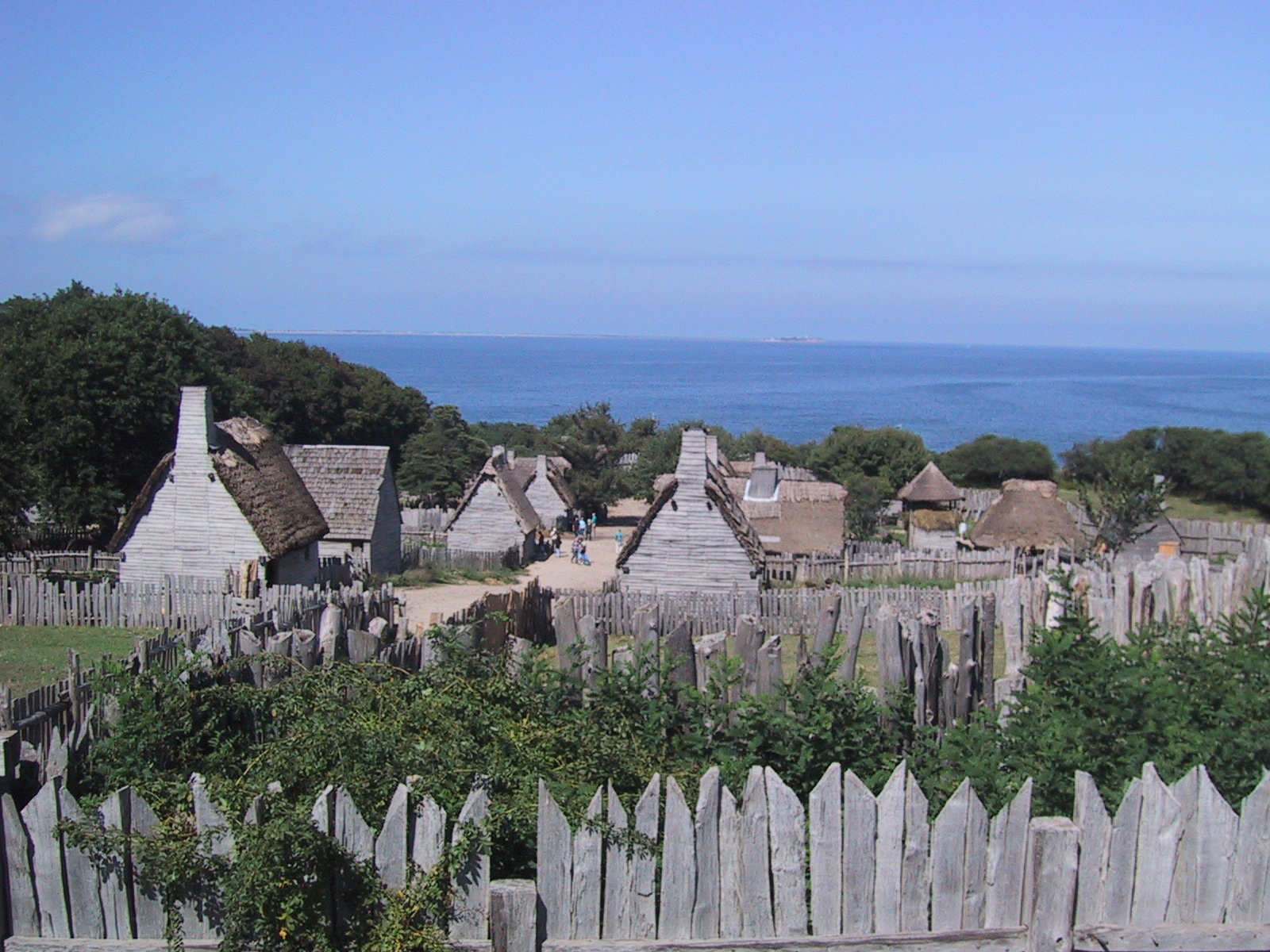
Rekonstruktion der Plymouth Colony der Pilgerväter in Plimoth Plantation, vier Kilometer entfernt vom historischen Standort nahe Plymouth (Massachusetts)

Schnell stellten sie fest, dass der sandige Boden bei Provincetown sie nicht ernähren konnte. Deshalb beschloss eine Gruppe von ihnen, auf die andere Seite der Bucht von Cape Cod zu segeln. Am 21. Dezember landeten sie in der Nähe des heutigen Plymouth (Massachusetts). Ein Großteil der restlichen Siedler folgte fünf Tage später.
Den ersten Winter überlebte die Kolonie nur durch die Unterstützung der Wampanoag, die den Kolonisten mit Lebensmitteln wie Erdbirnen aushalfen und ihnen die eigenen, dem örtlichen Klima und Boden besser angepassten landwirtschaftlichen Techniken beibrachten; diese friedliche Kooperation soll in einem Fest begangen worden sein, die als ein möglicher Ursprung des Thanksgiving-Festes gilt, der jedoch bis heute nicht belegt ist. Mit Massasoit, dem Häuptling der Wampanoag, unterzeichneten sie 1621 einen Friedensvertrag, um einträchtig miteinander Handel zu treiben. Der Todkranke wurde 1632 von den Pilgern gesund gepflegt, er lebte bis 1662 und war ein Garant für gute, harmonische Beziehungen. Mit zunehmendem Erstarken der Kolonie, spätestens ab dem Pequot-Krieg 1637, war das Verhältnis der beiden Gruppen jedoch zunehmend von Gewalt auf beiden Seiten geprägt. Im King Philip’s War von 1675 bis 1676 verloren die Ureinwohner etwa 3.000 Menschen, was sie so schwächte, dass die Siedler fortan die Entwicklung der Kolonie in diesem Gebiet des Landes allein bestimmten.
Wichtigste Primärquelle zu den Ansichten der Pilgerväter ist die durch Gouverneur William Bradford von 1620 bis 1647 verfasste Geschichte der Kolonie. Das 1637 erschienene Buch New English Canaan des lebensfrohen Außenseiters Thomas Morton vermittelt dagegen eine wesentlich freundlichere Sichtweise von den Ureinwohnern und der Landschaft. Es geriet jedoch bis Anfang des 19. Jahrhunderts weitgehend in Vergessenheit, da es nicht den moralischen und sittlichen Ansichten der Pilgerväter und deren Nachkommen entsprach.

## Spätere Geschichte

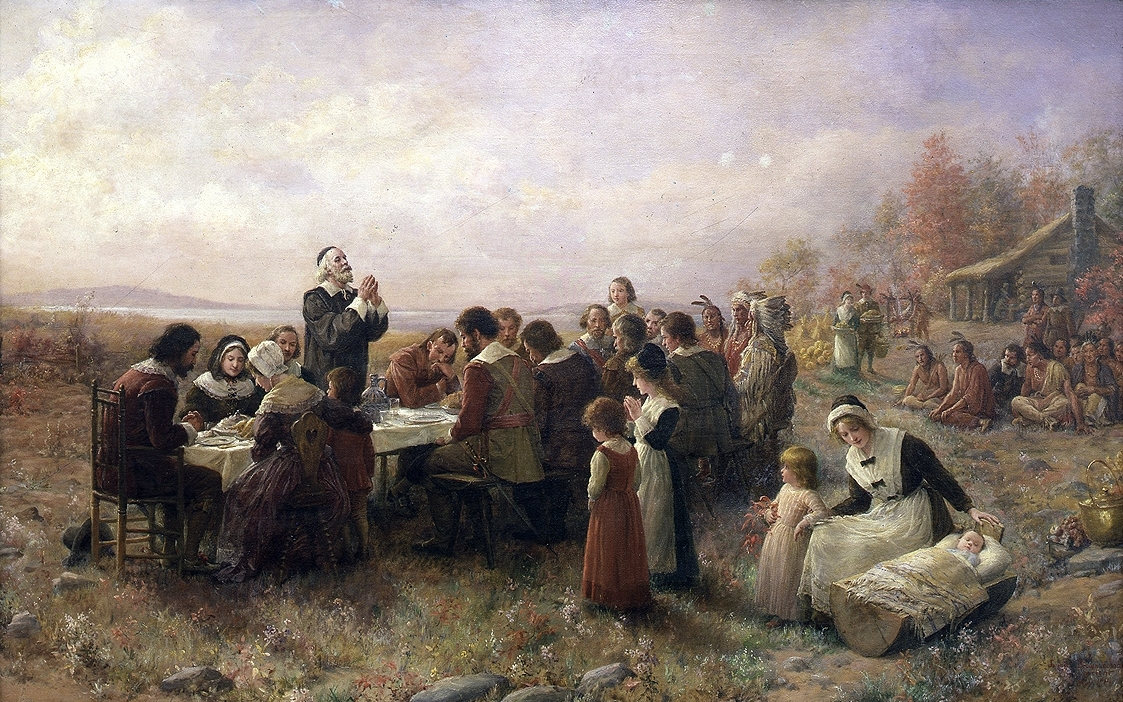
Das erste Thanksgiving in der Plymouth Colony – Gemälde von Jennie Augusta Brownscombe (1914)

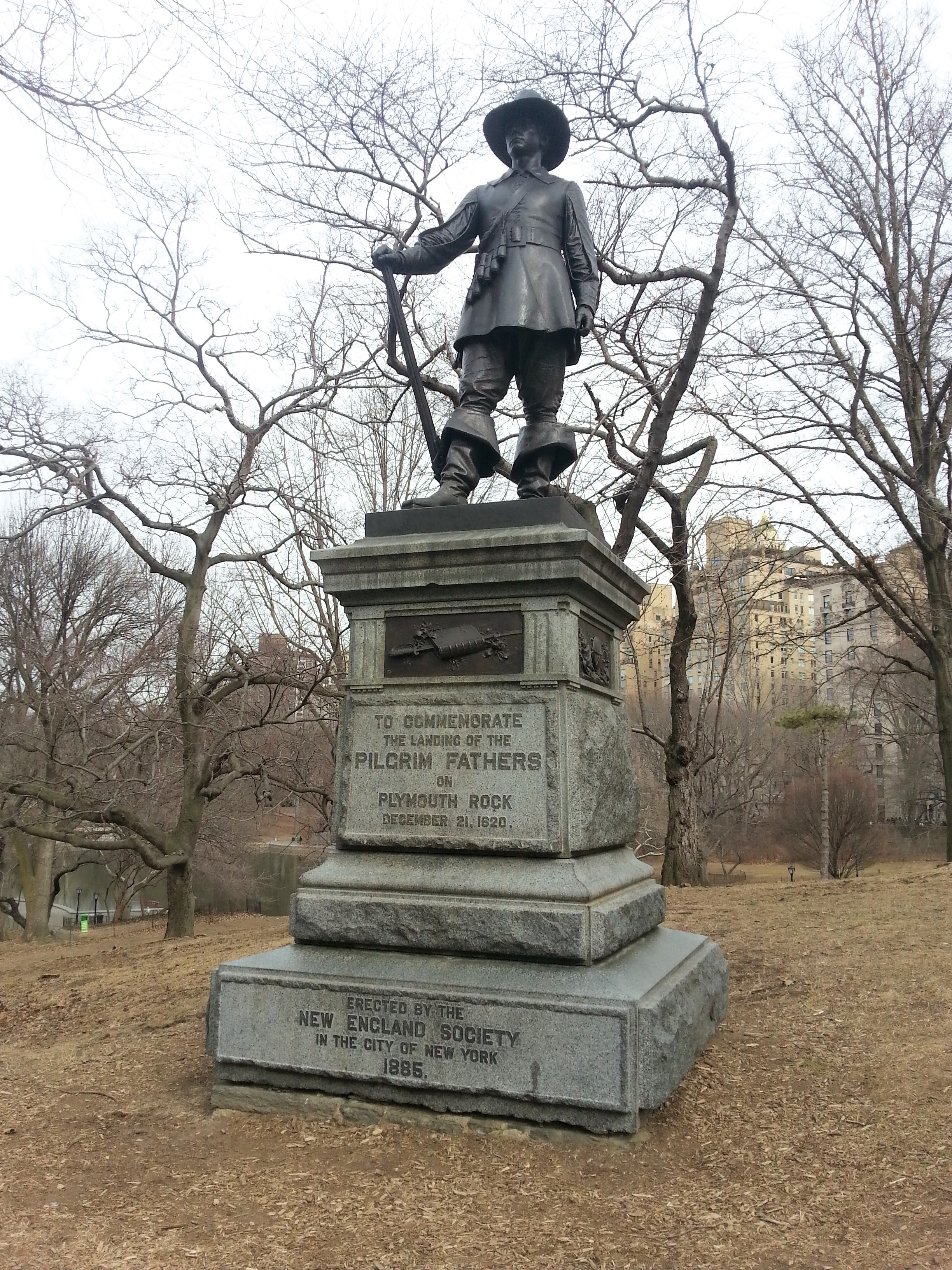
Denkmal für die Pilgerväter im Central Park von New York von 1885

Die direkte Rechtsnachfolgerin der ursprünglichen Pilgerväter-Gemeinde ist die heutige First Parish Church in Plymouth, die sich im Jahr 1801 unter dem Einfluss ihres Pastors von der hergebrachten trinitarischen kongregationalistischen Theologie löste und sich den Unitariern anschloss; heute gehört sie der sehr liberalen Unitarian Universalist Association an. Viele Gemeindemitglieder, die dieser Veränderung nicht zustimmten, gründeten damals eine neue, bis heute kongregationalistische Gemeinde, die heutige The Pilgrimage Church, ebenfalls in Plymouth.
Von der ursprünglichen Kolonie Plymouth ist nichts Bauliches mehr übrig geblieben. Nur vier Kilometer vom ursprünglichen Ort entfernt wurde das Museumsdorf Plimoth Patuxet ab 1946 nachgebaut, wo das Leben der Pilgerväter für die Besucher nachgespielt wird. Ebenso kann ein Nachbau der Mayflower, des 30 Meter langen Segelschiffs der Überfahrt, besichtigt werden.